# (2949) Каверзнев
(2949) Каверзнев (лат. Kaverznev) — типичный астероид главного пояса, открыт 9 августа 1970 года в Крымской астрофизической обсерватории и 13 июля 1984 года назван в честь журналиста-международника и политического обозревателя Александра Каверзнева.

## Обнаружение и именование
(2949) Каверзнев
Открыт 9 августа 1970 года в Крымской астрофизической обсерватории в Научном.
Назван в память о советском журналисте, режиссёре-документалисте и политическом комментаторе Александре Александровиче Каверзневе (1932—1983).
Оригинальный текст (англ.)2949 Kaverznev
Discovered 1970-08-09 by Crimean Astrophysical Obs. at Nauchnyj.
Named in memory of Aleksandr Aleksandrovich Kaverznev (1932—1983), Soviet journalist, documentary-film maker and political commentator.
Источники: DISCOVERY.DB; M.P.C. 8914.

## Орбита

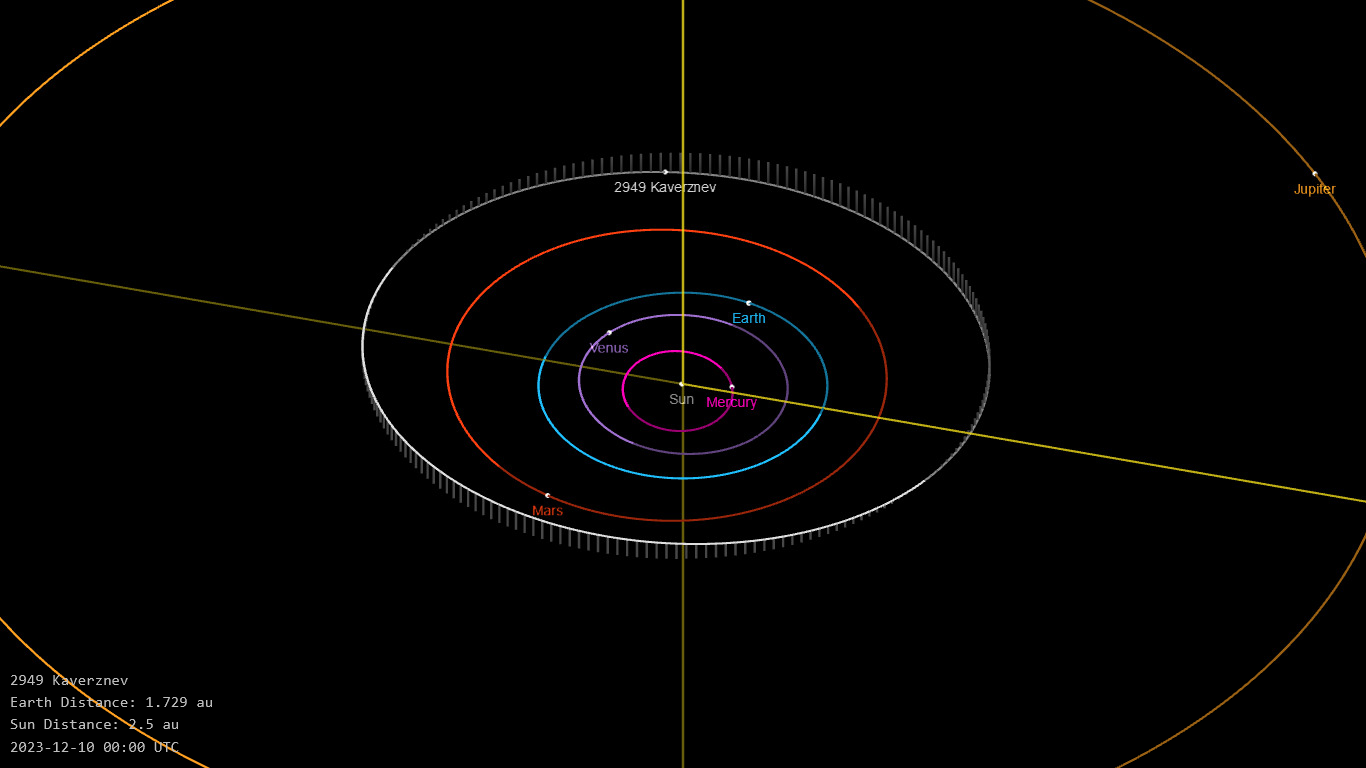
Орбита астероида Каверзнев и его положение в Солнечной системе

## Физические характеристики
Из результатов второго этапа спектроскопической съёмки малых астероидов главного пояса (Small Main-belt Asteroid Spectroscopic Survey, SMASSII) следует, что астероид относится к таксономическому классу S.
По результатам наблюдений в видимом и ближнем инфракрасном диапазоне космического телескопа NEOWISE диаметр астероида оценивался равным 5,46±0,89 км и 6,959±0,216 км. Согласно тем же источникам альбедо оценивается как 0,27±0,10 и 0,230±0,036.